# Onyeka Azike
Onyeka Azike, née le 1er juillet 1990 dans l'État d'Abia, est une haltérophile nigériane. 

## Carrière
Elle remporte la médaille d'or à l'arraché, à l'épaulé-jeté et au total dans la catégorie des moins de 48 kg aux Jeux africains de 2007 à Alger. Aux Championnats d'Afrique d'haltérophilie 2008 à Strand, elle est médaillée d'or à l'arraché et médaillée d'argent à l'épaulé-jeté et au total dans la même catégorie.
Elle remporte la médaille d'or à l'arraché, à l'épaulé-jeté et au total dans la catégorie des moins de 58 kg aux Championnats d'Afrique d'haltérophilie 2011 au Cap ainsi qu'aux Jeux africains de 2015 à Brazzaville.